# Gschaidberg
Gschaidberg är en bergstopp i Österrike  Den ligger i distriktet Weiz och förbundslandet Steiermark, i den östra delen av landet, nära byn Nechnitz i Fladnitz an der Teichalm. Berget heter även Nockkreuz eller i regionens dialekt Gschoad.
I omgivningarna runt Gschaidberg finns i huvudsak blandskog och bergsängar. Dalgången i närheten ligger vid 965 meter över havet.